# Гнетоподібні
Гнетоподібні або гнетовидні або гнетопсиди (Gnetopsida) клас насінних рослин, що охоплює три пов'язані родини дерев'янистих рослин. Гнетоподібні належать до парафілетичної групи голонасінних рослин, але відрізняються від решти наявністю особливого типу ксилеми, такої ж як у квіткових рослин (Angiosperms або Magnoliophytes), і на підставі цих морфологічних даних здається, що Гнетоподібні, можливо, є найближчими родичами квіткових рослин. Проте, молекулярні дані пропонують ближчі взаємовідношення з деякими іншими представниками голонасінних, і конфлікт між морфологічними і молекулярними даними ще не вирішений.
До цього класу належать родини Вельвічієві, Гнетові та Ефедрові. Родина Вельвічієві представлена одним видом Вельвічія дивна, що росте тільки у пустелях південного заходу Африки (Ангола і Намібія). Стовбур вельвічії сягає 1,5 м заввишки і майже повністю захований у піску. Від стовбура відростають всього два листки. Вони живуть і не опадають стільки, скільки живе рослина. їхні верхівки розриваються вітрами на окремі смужки. Сплітаючись між собою і перекочуючись по піску, ці два листки здаються клубком змій. Листки вельвічії сягають довжини 2–3 метрів, а живе вона близько 100 років.
Ефедра зростає в основному в напівпосушливих і посушливих районах Північної Америки, Мексики, Південної Америки (від Еквадору до Патагонії та рівнинної Аргентини), Південної Європи, Азії та Північної Африки (включаючи Канарські острови). Гнетум росте у вологих лісах Індо-Малайзії, тропічних районах Західної Африки, Фіджі і північних районах Південної Америки.